# Al-Orobah Football Club
Maillots
Actualités
Le Al Orobah Football Club (en arabe : نادي العروبة بالجوف), plus couramment abrégé en Al Orobah, est un club de football saoudien fondé en 1975 et basé dans la ville de Sakakah, dans la province d'Al Jawf.
Le club joue en deuxième division saoudienne. Le club a remporté le titre de deuxième division saoudienne en 2012-2013.

## Palmarès
| Compétitions nationales |
| --- |
| - Championnat d'Arabie saoudite D2 (1) : - Champion : 2012-13. - Championnat d'Arabie saoudite D3 (1) : - Champion : 2007-08. |